# المدرسة الغادرية (القدس)
المدرسة الغادرية هي إحدى المدارس التاريخية الواقعة داخل المسجد الأقصى في القدس، وتُعد من أبرز معالمه التعليمية التي تعكس ازدهار الحركة العلمية في العهد المملوكي. تأسست المدرسة في عام 836 هـ / 1432 م على يد مصر خاتون، زوجة الأمير ناصر الدين محمد بن دلغادر، الذي أوقفها وسُميت باسمه. تقع المدرسة بين باب الأسباط وباب حطة في الرواق الشمالي للمسجد الأقصى، وتتميز بواجهتها المزينة بالحجارة البيضاء والحمراء. رغم محاولات دائرة الأوقاف الإسلامية لترميمها، إلا أن سلطات الاحتلال الإسرائيلي منعت استكمال الترميم، ولا تزال المدرسة بلا سقف حتى اليوم.

## التاريخ والنشأة
تأسست المدرسة الغادرية في عهد السلطان الأشرف برسباي، الذي شهدت فترة حكمه ازدهارًا في بناء المدارس والمؤسسات التعليمية في القدس. أنشأتها مصر خاتون، زوجة الأمير ناصر الدين محمد بن دلغادر، وسُميت باسم زوجها الذي أوقفها. تُعدّ المدرسة جزءًا من سلسلة المدارس التي أُنشئت في المسجد الأقصى خلال العهد المملوكي، والتي بلغ عددها 17 مدرسة، مما يعكس أهمية التعليم في تلك الحقبة.

## الموقع والمعمار
تقع المدرسة داخل الرواق الشمالي للمسجد الأقصى، بين باب الأسباط وباب حطة. وتُعرف بواجهتها المزينة بالحجارة البيضاء والحمراء، وهو نمط معماري مملوكي. المدخل يتزين بعناصر زخرفية تعكس الطراز المعماري الإسلامي في تلك الفترة.
مع مرور الوقت، تعرضت المدرسة لتدهور وسقط سقفها، مما استدعى تدخل دائرة الأوقاف لترميمها، غير أن الاحتلال الإسرائيلي منع استكمال ذلك.

## الأهمية التعليمية والثقافية
تُعد المدرسة الغادرية من أبرز المعالم التعليمية في المسجد الأقصى، وكانت مخصصة لتدريس العلوم الشرعية واللغوية. وقد ساهمت في تخريج علماء أثروا الحياة العلمية في القدس، وشكلت مركزًا للعلم إلى جانب المدارس الأخرى.

## التحديات الحالية
رغم الجهود المتواصلة من الأوقاف الإسلامية للحفاظ على المدرسة، إلا أن الاحتلال الإسرائيلي يعرقل أعمال الترميم. تُواجه المدرسة خطر الانهيار التدريجي بفعل الإهمال القسري، وسط مخاوف من فقدان أحد الشواهد المعمارية والتاريخية المهمة في الأقصى.